# Michał Pazdan
Michał Pazdan [michau pazdan] (* 21. září 1987, Krakov, Polsko) je polský fotbalový obránce a reprezentant, od roku 2015 hráč klubu Legia Warszawa.

## Klubová kariéra
- Hutnik Kraków (mládež)
- Hutnik Kraków 2004–2007
- Górnik Zabrze 2007–2012
- Jagiellonia Białystok 2012–2015
- Legia Warszawa 2015–

## Reprezentační kariéra
V polském národním A-mužstvu debutoval 15. 12. 2007 v přátelském utkání v turecké Antalyi proti týmu Bosny a Hercegoviny (výhra 1:0).

### EURO 2008
Nizozemský trenér polské reprezentace Leo Beenhakker jej zařadil do nominace na EURO 2008 v Rakousku a Švýcarsku, na turnaji ale nezasáhl do žádného zápasu.

### EURO 2016
S polskou reprezentací se na podzim 2015 radoval z postupu na EURO 2016 ve Francii. Trenér Adam Nawałka jej zařadil do závěrečné 23členné nominace na evropský šampionát.